# Copa d'Àfrica de Nacions 2004
El 2004 es disputà la 24a edició de la Copa d'Àfrica de Futbol a Tunísia. Es mantingué el format de l'edició anterior. Tunísia fou el campió al derrotar Marroc a la final per 2 a 1.

## Selecció d'amfitrió
Quatre candidatures es presentaren per organitzar aquesta edició de la Copa d'Àfrica de Nacions.
| Resultats       | Resultats    |
| Candidatures    | Vots         |
| --------------- | ------------ |
| Tunísia         | 9            |
| Zimbàbue        | 3            |
| Malawi / Zàmbia | 1            |
| Benín / Togo    | Abandonament |
| Total vots      | 13           |

## Equips classificats

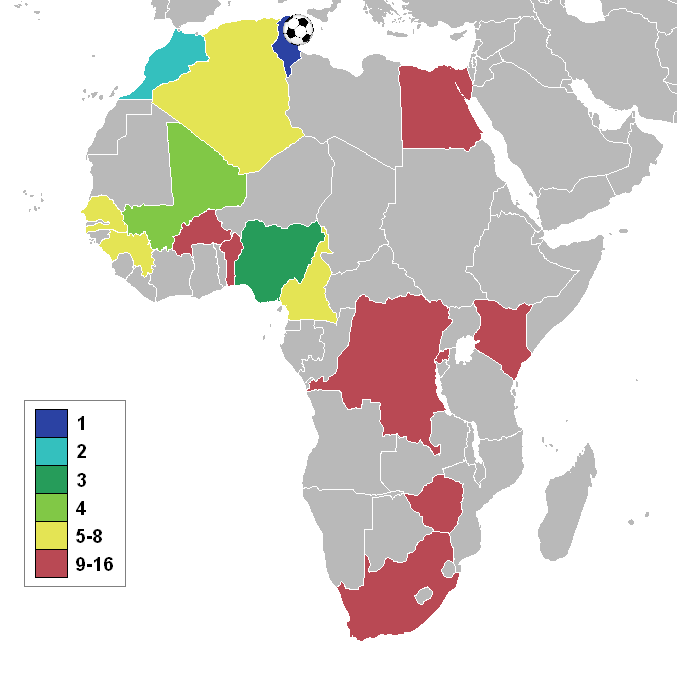
Mapa amb els equips classificats.

Hi van participar aquestes 16 seleccions:
| - Algèria - Benín - Burkina Faso - Camerun (campió) - República Democràtica del Congo - Egipte - Guinea - Kenya | - Mali - Marroc - Nigèria - Ruanda - Senegal - Sud-àfrica - Tunísia (seu) - Zimbàbue |

## Seus
| Radès                     | TunisSousseSfaxMonastirBizerte | Tunis                     |
| ------------------------- | ------------------------------ | ------------------------- |
| Stade Olympique de Radès  | TunisSousseSfaxMonastirBizerte | Stade El Menzah           |
|                           | TunisSousseSfaxMonastirBizerte |                           |
| Capacitat: 60.000         | TunisSousseSfaxMonastirBizerte | Capacitat: 45.000         |
| Sousse                    | TunisSousseSfaxMonastirBizerte | Monastir                  |
| Stade Olympique de Sousse | TunisSousseSfaxMonastirBizerte | Stade Mustapha Ben Jannet |
|                           | TunisSousseSfaxMonastirBizerte |                           |
| Capacitat: 28.000         | TunisSousseSfaxMonastirBizerte | Capacitat: 22.000         |
| Sfax                      | TunisSousseSfaxMonastirBizerte | Bizerte                   |
| Stade Taïeb El Mhiri      | TunisSousseSfaxMonastirBizerte | Stade 15 Octobre          |
|                           | TunisSousseSfaxMonastirBizerte |                           |
| Capacitat: 22.000         | TunisSousseSfaxMonastirBizerte | Capacitat: 20.000         |

## Competició

### Primera fase
Totes les hores locals: CET (UTC+1)

#### Grup A
| Equip                           | PJ | G | E | P | GF | GC | DG | Pts |
| ------------------------------- | -- | - | - | - | -- | -- | -- | --- |
| Tunísia                         | 3  | 2 | 1 | 0 | 6  | 2  | +4 | 7   |
| Guinea                          | 3  | 1 | 2 | 0 | 4  | 3  | +1 | 5   |
| Ruanda                          | 3  | 1 | 1 | 1 | 3  | 3  | 0  | 4   |
| República Democràtica del Congo | 3  | 0 | 0 | 3 | 1  | 6  | −5 | 0   |

| Tunísia                 | 2–1 | Ruanda    |
| ----------------------- | --- | --------- |
| Jaziri 27' · Santos 57' |     | Elias 41' |

| República Democràtica del Congo | 1–2 | Guinea                        |
| ------------------------------- | --- | ----------------------------- |
| Masudi 35'                      |     | T. Camara 68' · Feindouno 81' |

| Ruanda           | 1–1 | Guinea        |
| ---------------- | --- | ------------- |
| K. Kamanzi 90+3' |     | T. Camara 49' |

| Tunísia                      | 3–0 | República Democràtica del Congo |
| ---------------------------- | --- | ------------------------------- |
| Santos 55', 87' · Braham 65' |     |                                 |

| Tunísia        | 1–1 | Guinea        |
| -------------- | --- | ------------- |
| Ben Achour 58' |     | T. Camara 84' |

| Ruanda     | 1–0 | República Democràtica del Congo |
| ---------- | --- | ------------------------------- |
| Makasi 74' |     |                                 |

#### Grup B
| Equip        | PJ | G | E | P | GF | GC | DG | Pts |
| ------------ | -- | - | - | - | -- | -- | -- | --- |
| Mali         | 3  | 2 | 1 | 0 | 7  | 3  | +4 | 7   |
| Senegal      | 3  | 1 | 2 | 0 | 4  | 1  | +3 | 5   |
| Kenya        | 3  | 1 | 0 | 2 | 4  | 6  | −2 | 3   |
| Burkina Faso | 3  | 0 | 1 | 2 | 1  | 6  | −5 | 1   |

| Kenya      | 1–3 | Mali                           |
| ---------- | --- | ------------------------------ |
| Mulama 58' |     | Sissoko 28' · Kanouté 63', 81' |

| Senegal | 0–0 | Burkina Faso |
| ------- | --- | ------------ |
|         |     |              |

| Senegal                        | 3–0 | Kenya |
| ------------------------------ | --- | ----- |
| Niang 4', 31' · P. B. Diop 19' |     |       |

| Burkina Faso  | 1–3 | Mali                                        |
| ------------- | --- | ------------------------------------------- |
| Minoungou 50' |     | Kanouté 34' · Diarra 37' · S. Coulibaly 78' |

| Senegal    | 1–1 | Mali          |
| ---------- | --- | ------------- |
| Beye 45+2' |     | D. Traoré 34' |

| Burkina Faso | 0–3 | Kenya                             |
| ------------ | --- | --------------------------------- |
|              |     | Ake 51' · Oliech 64' · Baraza 83' |

#### Grup C
| Equip    | PJ | G | E | P | GF | GC | DG | Pts |
| -------- | -- | - | - | - | -- | -- | -- | --- |
| Camerun  | 3  | 1 | 2 | 0 | 6  | 4  | +2 | 5   |
| Algèria  | 3  | 1 | 1 | 1 | 4  | 4  | 0  | 4   |
| Egipte   | 3  | 1 | 1 | 1 | 3  | 3  | 0  | 4   |
| Zimbàbue | 3  | 1 | 0 | 2 | 6  | 8  | −2 | 3   |

| Zimbàbue      | 1–2 | Egipte                           |
| ------------- | --- | -------------------------------- |
| P. Ndlovu 46' |     | T. Abdel Hamid 58' · Barakat 63' |

| Camerun    | 1–1 | Algèria    |
| ---------- | --- | ---------- |
| M'Boma 43' |     | Zafour 52' |

| Camerun                                | 5–3 | Zimbàbue                                |
| -------------------------------------- | --- | --------------------------------------- |
| M'Boma 31', 44', 65' · M'Bami 40', 67' |     | P. Ndlovu 8', 47' (pen.) · Nyandoro 89' |

| Algèria                  | 2–1 | Egipte    |
| ------------------------ | --- | --------- |
| Mamouni 13' · Achiou 86' |     | Belal 25' |

| Camerun | 0–0 | Egipte |
| ------- | --- | ------ |
|         |     |        |

| Algèria    | 1–2 | Zimbàbue                    |
| ---------- | --- | --------------------------- |
| Achiou 73' |     | A. Ndlovu 65' · Lupahla 71' |

#### Grup D
| Equip      | PJ | G | E | P | GF | GC | DG | Pts |
| ---------- | -- | - | - | - | -- | -- | -- | --- |
| Marroc     | 3  | 2 | 1 | 0 | 6  | 1  | +5 | 7   |
| Nigèria    | 3  | 2 | 0 | 1 | 6  | 2  | +4 | 6   |
| Sud-àfrica | 3  | 1 | 1 | 1 | 3  | 5  | −2 | 4   |
| Benín      | 3  | 0 | 0 | 3 | 1  | 8  | −7 | 0   |

| Nigèria | 0–1 | Marroc    |
| ------- | --- | --------- |
|         |     | Hadji 77' |

| Sud-àfrica        | 2–0 | Benín |
| ----------------- | --- | ----- |
| Nomvethe 58', 76' |     |       |

| Nigèria                                           | 4–0 | Sud-àfrica |
| ------------------------------------------------- | --- | ---------- |
| Yobo 4' · Okocha 64' (pen.) · Odemwingie 81', 83' |     |            |

| Marroc                                                     | 4–0 | Benín |
| ---------------------------------------------------------- | --- | ----- |
| Chamakh 17' · Mokhtari 73' · Ouaddou 75' · El Karkouri 80' |     |       |

| Marroc           | 1–1 | Sud-àfrica |
| ---------------- | --- | ---------- |
| Safri 38' (pen.) |     | Mayo 29'   |

| Nigèria               | 2–1 | Benín         |
| --------------------- | --- | ------------- |
| Lawal 35' · Utaka 76' |     | Latoundji 90' |

### Eliminatòries
|  | Quarts de final     | Quarts de final    |                   |       | Semifinals  | Semifinals  |  |  | Final                | Final |
|  |                     |                    |                   |       |             |             |  |  |                      |       |
|  | 7 Febrer – Radès    |                    |                   |       |             |             |  |  |                      |       |
|  |                     |                    |                   |       |             |             |  |  |                      |       |
|  | Tunísia             | 1                  |                   |       |             |             |  |  |                      |       |
|  | Tunísia             | 1                  | 11 Febrer – Radès |       |             |             |  |  |                      |       |
|  | Senegal             | 0                  |                   |       |             |             |  |  |                      |       |
|  | Senegal             | 0                  | Tunísia (p.)      | 1 (5) |             |             |  |  |                      |       |
|  | 8 Febrer – Monastir |                    | Tunísia (p.)      | 1 (5) |             |             |  |  |                      |       |
|  |                     | Nigèria            | 1 (3)             |       |             |             |  |  |                      |       |
|  | Camerun             | Nigèria            | 1 (3)             | 1     |             |             |  |  |                      |       |
|  | Camerun             |                    | 14 Febrer – Radès | 1     |             |             |  |  |                      |       |
|  | Nigèria             | 2                  |                   |       |             |             |  |  |                      |       |
|  | Nigèria             | 2                  | Tunísia           | 2     |             |             |  |  |                      |       |
|  | 8 Febrer – Sfax     |                    | Tunísia           | 2     |             |             |  |  |                      |       |
|  |                     | Marroc             | 1                 |       |             |             |  |  |                      |       |
|  | Marroc (prò.)       | Marroc             | 1                 | 3     |             |             |  |  |                      |       |
|  | Marroc (prò.)       | 11 Febrer – Sousse |                   | 3     |             |             |  |  |                      |       |
|  | Algèria             | 1                  |                   |       |             |             |  |  |                      |       |
|  | Algèria             | 1                  | Marroc            | 4     | Tercer lloc | Tercer lloc |  |  |                      |       |
|  | 7 Febrer – Tunis    |                    | Marroc            | 4     | Tercer lloc | Tercer lloc |  |  |                      |       |
|  |                     | Mali               | 0                 |       |             |             |  |  |                      |       |
|  | Mali                | Mali               | 0                 | 2     | Nigèria     | 2           |  |  |                      |       |
|  | Mali                |                    |                   | 2     | Nigèria     | 2           |  |  |                      |       |
|  | Guinea              | 1                  |                   | Mali  | 1           |             |  |  |                      |       |
|  | Guinea              | 1                  |                   |       | 1           |             |  |  |                      |       |
|  |                     |                    |                   |       |             |             |  |  | 13 Febrer – Monastir |       |
|  |                     |                    |                   |       |             |             |  |  |                      |       |

#### Quarts de final
| Mali                     | 2–1 | Guinea        |
| ------------------------ | --- | ------------- |
| Kanouté 45' · Diarra 90' |     | Feindouno 15' |

| Tunísia   | 1–0 | Senegal |
| --------- | --- | ------- |
| Mnari 65' |     |         |

| Camerun   | 1–2 | Nigèria                |
| --------- | --- | ---------------------- |
| Eto'o 42' |     | Okocha 45' · Utaka 73' |

| Marroc                                | 3–1 (pr.) | Algèria     |
| ------------------------------------- | --------- | ----------- |
| Chamakh 90' · Hadji 113' · Zairi 120' |           | Cherrad 84' |

#### Semifinals
| Tunísia                                         | 1–1 (pr.) | Nigèria                           |
| ----------------------------------------------- | --------- | --------------------------------- |
| Badra 82'                                       |           | Okocha 67'                        |
| Tanda de penals                                 |           |                                   |
| Badra · Santos · Mhedhebi · Ben Achour · Haggui | 5–3       | Utaka · Odemwingie · Yobo · Udeze |

| Marroc                                     | 4–0 | Mali |
| ------------------------------------------ | --- | ---- |
| Mokhtari 44', 58' · Hadji 80' · Baha 90+1' |     |      |

#### 3r i 4t lloc
| Nigèria                     | 2–1 | Mali       |
| --------------------------- | --- | ---------- |
| Okocha 16' · Odemwingie 52' |     | Abouta 70' |

#### Final
| Tunísia                | 2–1 | Marroc       |
| ---------------------- | --- | ------------ |
| Santos 5' · Jaziri 52' |     | Mokhtari 38' |

## Campió
| Guanyador de Copa d'Àfrica 2004 |
| ------------------------------- |
| · Tunísia · Primer títol        |

## Golejadors
4 gols
- Patrick M'Boma
- Frédéric Kanouté
- Jay-Jay Okocha
- Francileudo Santos
- Youssef Mokhtari

3 gols
- Aboubacar Titi Camara
- Youssouf Hadji
- Osaze Odemwingie
- Peter Ndlovu

2 gols
- Hocine Achiou
- Modeste M'Bami
- Mahamadou Diarra
- Marouane Chamakh
- John Utaka
- Mamadou Niang
- Siyabonga Nomvete
- Ziad Jaziri
- Pascal Feindouno

1 gol
- Abdelmalek Cherrad
- Mamar Mamouni
- Brahim Zafour
- Moussa Latoundji
- Dieudonné Minoungou
- Samuel Eto'o
- Alain Masudi
- Tamer Abdel Hamid
- Mohamed Barakat
- Ahmed Belal
- John Wamalwa Baraza
- Emmanuel Ake
- Titus Mulama
- Dennis Oliech
- Sedonoude Abouta
- Soumaïla Coulibaly
- Mohamed Sissoko
- Dramane Traoré
- Nabil Baha
- Talal El Karkouri
- Abdeslam Ouaddou
- Youssef Safri
- Jawad Zairi
- Garba Lawal
- Joseph Yobo
- João Elias
- Karim Kamanzi
- Saïd Abed Makasi
- Habib Beye
- Papa Bouba Diop
- Patrick Mayo
- Khaled Badra
- Selim Ben Achour
- Najeh Braham
- Jawhar Mnari
- Joel Lupahla
- Adam Ndlovu
- Esrom Nyandoro

## Equip ideal de la CAF
Porter
- Vincent Enyeama

Defenses
- Walid Regragui
- Khaled Badra
- Abdeslam Ouaddou
- Timothée Atouba

Centrecampistes
- Karim Ziani
- Riadh Bouazizi
- Jay-Jay Okocha
- John Utaka

Davanters
- Frédéric Kanouté
- Francileudo Santos